# Článek 365 trestního zákona Srí Lanky
Článek 365 trestního zákona Srí Lanky kriminalizuje v rámci srílanské legislativy tzv. tělesný kontakt v rozporu s přírodními zákony odnětím svobody v délce trvání deseti let.
Jedná se o 135 let[kdy?] dochovaný starý britský koloniální zákon trestající homosexuální akty, který však už není fakticky vymáhán a který platí pouze de jure, nikoli de facto. Podle zprávy Ministerstva spravedlnosti USA jej srílanská policie aktivně nevymáhá, a to ani v případě prokázaných LGBT aktivit. Přestože byly zaznamenány případy stížností na snadnou zneužitelnost tohoto ustanovení, není známo, že by na základě něj došlo k zahájení jakéhokoliv trestního stíhání. Podle stanoviska několika právních expertů jej lze považovat za neplatný a nicotný. Ačkoliv se tedy ve srílanském trestním zákoníku stále nachází,[kdy?] má se za to, že jej tamní justicí nelze vymáhat. Srílanský nejvyšší soud navíc shledal, že ačkoliv zákon hovoří o homosexuálním sexu, není legitimní trestat vězením konsenzuální pohlavní styk mezi způsobilými osobami.
Na rozdíl od Indie nebo Spojených států amerických není srílanský nejvyšší soud způsobilý rušit nebo měnit zákony, nýbrž je pouze interpretovat. V praxi to tedy znamená, že jeho stanoviska sama o sobě nemohou zrušit zákon. Z tohoto důvodu také aktivisté poukazují na to, že by měl maximálně využít svých interpretačních pravomocí, aby byl maximálně chráněn každý, kdo praktikuje homosexuální pohlavní styk.
Přestože má srílanský nejvyšší soud omezené kompetence, obě vlády socialistická Rajapaska a konzervativní Sirisena[kdo?] mají za to, že antiLGBT diskriminace je neústavní a že vymáhání článku 365 a 365A v praxi je sama o sobě diskriminační vůči LGBT lidem, a tudíž nekompatibilní se srílanskou ústavou.
Ačkoliv není zákon aktivně vymáhán, samotný boj proti diskriminaci u soudů nutí srílanské sexuální menšiny k veřejné deklaraci své odlišné sexuální orientace nebo genderové identity, a tím pádem k prohlášení se za člena LGBTIQ+ komunity. Jelikož společenská atmosféra není na Srí Lance k jiným sexuálním orientacím a genderovým identitám přívětivá, většina tamních gayů, leseb, bisexuálů a translidí nevyužívá možností, které jim srílanský právní řád poskytuje, což je vydává všanc skryté policejní šikaně.